# Perspot

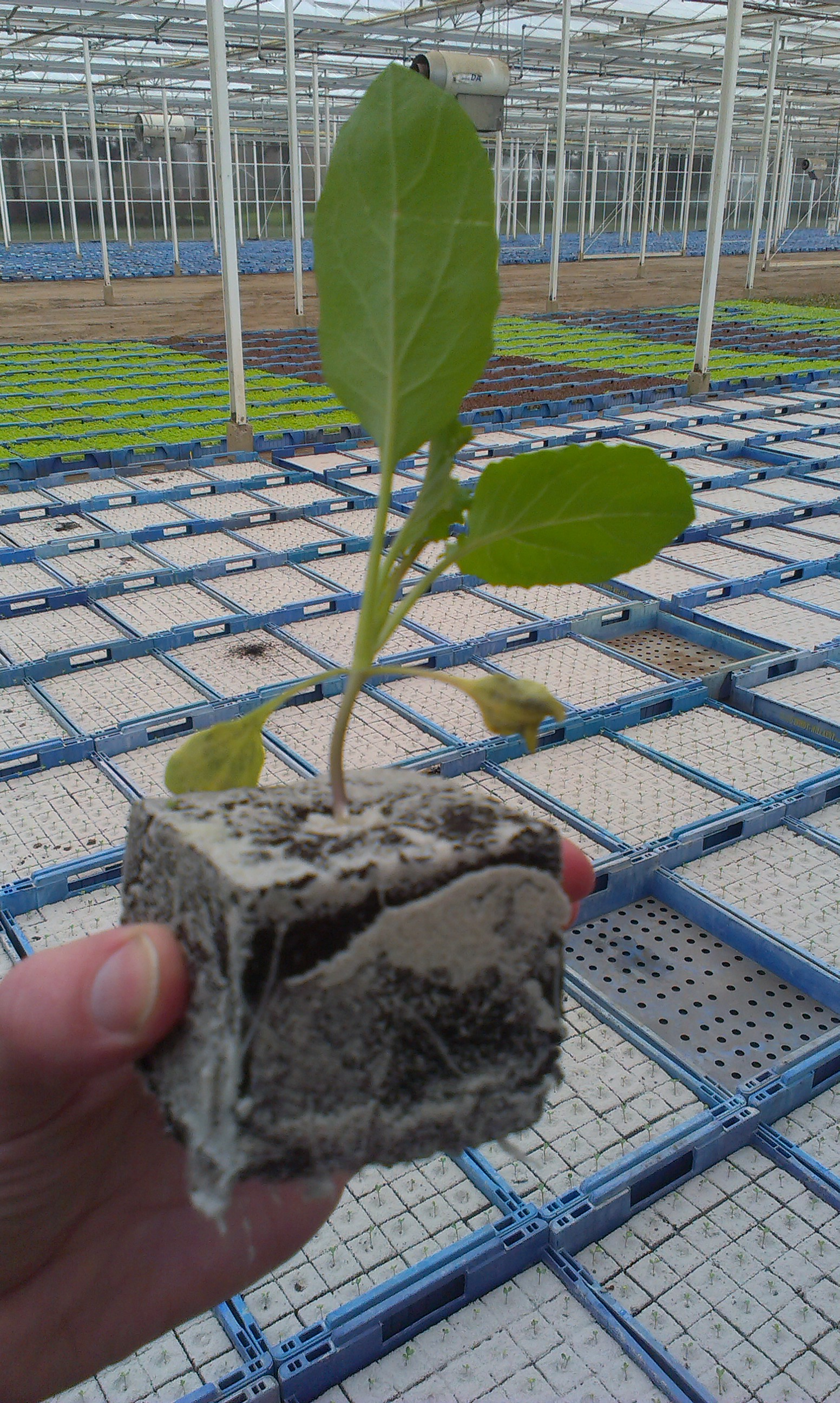
Een perspot met jong koolplantje

Een perspot of persblok is een medium waarin tuinbouwers hun planten opkweken. Het bestaat uit geperst substraat en is doorgaans kubusvormig. Het ideale perssubstraat bestaat hoofdzakelijk uit zwartveen. Het substraat wordt steeds homogeen gemengd met water alvorens de blokken geperst worden.
Perspotten zijn heel populair in de groententeelt. Vele groenten worden eerst in perspotten gezaaid en vervolgens als jonge plant uitgeplant in de volle grond. Deze manier van telen is vooral gangbaar in Europa (omwille van de beschikbaarheid van zwart veen als grondstof).
Perspotten worden tegenwoordig geperst met pottenpersmachines of pottenperslijnen in gespecialiseerde bedrijven. Ze worden vervolgens in stapelbare kweekbakken geplaatst. Zodra de jongplanten een zekere grootte hebben worden ze uitgeleverd aan kwekerijen die ze opkweken tot verhandelbare planten.